# Species III
Species III ist ein US-amerikanischer Science-Fiction-Film von Regisseur Brad Turner aus dem Jahr 2004. Die Hauptrollen spielten Robin Dunne, Sunny Mabrey und Amelia Cooke. Der Film ist die zweite Fortsetzung des Science-Fiction-Films Species aus dem Jahr 1995. Er wurde direkt auf DVD veröffentlicht. Der Film gewann bei den DVD Exclusive Awards einen Preis in der Kategorie Best Cinematography (in a DVD Premiere Movie).

## Handlung
Die Mutantin Eve – halb Alien, halb Mensch – liegt im Sterben. Der Wissenschaftler Dr. Abbot versucht, sie in einem Militärwagen zu entführen. Sein Beifahrer durchschaut die Sache bald und will Dr. Abbot zum Anhalten bewegen. Er will das Militär informieren, doch Abbot bedroht ihn mit einer Waffe. Plötzlich wird der Beifahrer von einer langen Alienzunge durchbohrt. Abbot entdeckt im Wagen einen jungenhaften Alien-Mischling und muss zudem feststellen, dass Eve in den Wehen liegt. Während Eve ein Kind gebiert, wird sie von dem Jungen mit seiner Alien-Zunge erdrosselt. Abbot flieht mit dem Neugeborenen.
Etwas später setzt Abbot seine Forschung an der Universität fort. Einer seiner Zöglinge ist der hochbegabte Biochemie-Student Dean. Das Kind von Eve, Sara, ist inzwischen herangewachsen. Sie lernt schnell, und Abbot stellt fest, dass sie immer mächtiger wird. In der Universität wird Abbot von dem jungenhaften Alien-Mischling überrascht. Dessen Immunsystem ist schwach, bald darauf stirbt der Mutant. Um die Leiche wegzuschaffen, weiht Abbot Dean ein.
Mittlerweile hat Sara ein weiteres Entwicklungsstadium hinter sich gebracht und schlüpft als Frau aus ihrem Kokon. Der nach Abbot suchende Fakultätsleiter Dr. Turner findet sie nackt in Abbots Wohnung. Zunächst will Sara sich mit Turner paaren, stellt dann aber fest, dass er als Partner für sie nicht in Frage kommt. Turner bedrängt sie heftig, und Sara bringt ihn in einem instinktiven Reflex um. Kurz darauf treffen Abbot und Dean mit der Alien-Mischling-Leiche ein, doch Sara ist verschwunden. Sie ist in der Stadt unterwegs und nimmt dort eine Mitfahrgelegenheit nach Hause an. Sie springt jedoch unterwegs aus dem Auto, um einem Zug hinterherzujagen, in dem ein passender Mutanten-Partner für sie sitzt. Sie verliert bei einem Sturz ihren Arm – er wächst innerhalb von Sekunden nach.
Nach diesem Misserfolg kehrt Sara nach Hause zurück. Abbot entnimmt ihr heimlich eine Eizelle, mit der er eine neue, perfekte Rasse erschaffen will. Später trifft Sara den Partner-Mutanten in einem Hotel, sie weist ihn aber ab, weil er todkrank ist. Er verfolgt sie heimlich bis nach Hause. Abbot macht hier einige Tests mit ihr. Dean nimmt ihr Blut ab, und Sara beginnt, Gefühle für ihn zu hegen. Kurz darauf bricht der Mutant in Abbots Labor ein und versucht, sich mit Sara zu paaren. Die Lage gerät außer Kontrolle und Abbot versucht, beide mit Gas zu töten. In einem Kampf setzt sich Dean für Sara ein, und der Mutant tötet Abbot, kurz bevor er selbst seiner Krankheit erliegt.
Sara bietet Dean Sex an, wenn er ihr einen Partner erschafft, doch Dean lehnt ab. Stattdessen kehrt er zu seiner Studentenwohnung zurück. Sein Mitbewohner Hastings wird von einer weiteren Mutantin, Amelia, entführt. Sie versucht, ihn zur Befruchtung von Saras Eizelle zu zwingen. Die beiden und Sara sind wieder in Abbots Wohnung. Dean trifft auf der Suche nach ihnen auf den Regierungsangestellten Lexton, mit dem er von da an zusammenarbeitet. Sie wollen verhindern, dass sich die Mutanten weiter vermehren. Lexton will auch Sara und Amelia eliminieren. Dean und Lexton werfen ein Gasgemisch in die Wohnung und bringen die Eizelle in ihre Gewalt. Sie fahren zu einem Fusionskraftwerk. Mit Turners Identifikationskarte kann Dean den Reaktor hochfahren. Sara und Amelia sind ihnen gefolgt und sind ebenfalls hinter der Eizelle her. Diese wird im Reaktor zerstört, Amelia fällt in den Tod, Sara stürzt mit ihr in die Tiefe.
Drei Wochen später findet Hastings einen Alienjungen in der Wohnung von Abbot. Hastings flüchtet und trifft draußen zunächst Sara und im Kellerlabor Dean. Dean hat Saras Tod vorgetäuscht, um in Ruhe einen Partner für Sara zu schaffen. Am Ende des Films geht Sara mit dem nun erwachsenen Alienjungen zusammen in die Zukunft. Dean flüstert Hastings, der Bedenken um die Zukunft der Menschheit hat, zu, dass Saras Partner nicht zeugungsfähig sei.

## Kritiken
Die Meinungen der Kritiker über den Film sind überwiegend negativ. So bemerkt etwa David Nusair von den Reel Film Reviews, der Film sei „unglaublich stumpf“ und es gebe „reichlich langweilige Dialoge“. Mangelnde Kreativität musste auch John J. Puccio von DVDTown.com feststellen. Species III sei nur für „eingeschworene Fans der Serie“, doch selbst die würden enttäuscht werden: „Nichts Neues, nichts Originelles, nichts Innovatives, was die Rezeptur des Films aufwertet.“ Neben den Kritikpunkten würde der Film aber seinen Soll erfüllen, meint Scott Weinberg von DVDTalk.com: „Das ist sicher nicht das, was man einen guten Film nennen würde, aber Species III tut seinen Dienst.“

„Zweiter, für die Videoauswertung produzierter Ableger des gleichnamigen Horrorfilms, der nur die üblichen Bilder und Effekte reproduziert.“